# 오윤석 (축구 선수)
오윤석(1990년 12월 3일 ~ )는 대한민국의 축구 선수로, 포지션은 풀백이다. 현재 K리그2 천안 시티 FC 소속이다.